# Erkan Sözeri
Erkan Sözeri (Ankara, 19 maggio 1966) è un allenatore di calcio ed ex calciatore turco, di ruolo difensore, tecnico dell'Erzurumspor FK.

## Palmarès

### Giocatore

#### Competizioni nazionali
- Coppa di Turchia: 1

Trabzonspor: 1991-1992